# Агилера, Вентура Руис
Венту́ра Руи́с Агиле́ра (исп. Ventura Ruiz Aguilera, 2 ноября 1820 — 1 июля 1881, Мадрид) — испанский поэт.

## Биография
Вентура Руис Агилера родился в Саламанке, где позже изучал медицину, но с 1843 года всецело посвятил себя поэзии и журналистике в Мадриде. Как в собственных издаваемых им газетах, так и в статьях, помещённых в других газетах, отличался смелостью и едкой сатирой. Здесь и также в своих стихотворениях, озаглавленных «Ecos Nacionales» (1849) и сатирах (Satyras), он побуждал испанский народ к восстаниям, в которых и сам не однажды участвовал с оружием в руках.
При либеральных министерствах отправлял различные административные обязанности.
Стихотворения его, писанные в национальном духе, популярны во всей Испании; таково значение его «Armonias y Cantares», «Inspiraciones», «Elegias y Armonias» (1863), «La Arcadia Moderna», «Estaciones del año» (1879). Но выше этих произведений ставят «Ecos Nacionalesy Cantares» и «Libro de la Patria». Из прозаических его произведений выдаются «Proverbios Ejemplares», «Proverbios Comicos», «Cuentos del dia», «Limones agrios» и «El mundo al revés»; из драматических опытов — «Camino de Portugal», «La limosna y el perdon» и «Flor marchita».
Полное издание его произведений «Obras Completas» появилось в Мадриде (1873); a том избранных стихотворений «Poesias» в 1880 году в «Bibliotheca Universal» (т. 65).
Значительное влияние на творчество Агилеры оказал Беранже.
Вентура Руис Агилера умер 1 июля 1881 года в городе Мадриде.